# Гурдьеж
Гурдье́ж (фр. и окс. Gourdièges) — коммуна во Франции, находится в регионе Овернь. Департамент — Канталь. Входит в состав кантона Пьерфор. Округ коммуны — Сен-Флур.
Код INSEE коммуны — 15077.
Коммуна расположена приблизительно в 440 км к югу от Парижа, в 100 км южнее Клермон-Феррана, в 35 км к востоку от Орийака.

## Население
Население коммуны на 2008 год составляло 66 человек.
| 1962 | 1968 | 1975 | 1982 | 1990 | 1999 | 2008 |
| ---- | ---- | ---- | ---- | ---- | ---- | ---- |
| 103  | 105  | 103  | 79   | 61   | 54   | 66   |

## Экономика
В 2007 году среди 35 человек в трудоспособном возрасте (15—64 лет) 24 были экономически активными, 11 — неактивными (показатель активности — 68,6 %, в 1999 году было 56,3 %). Из 24 активных работали 23 человека (12 мужчин и 11 женщин), безработным был 1 мужчина. Среди 11 неактивных 3 человека были учениками или студентами, 3 — пенсионерами, 5 были неактивными по другим причинам.

## Достопримечательности
- Церковь Сен-Ман (XI—XII века). Памятник истории с 1985 года[3]